# Хрест «За службу на Кавказі» (1864)
Хрест «За службу на Кавказі» (Кавказький хрест, Хрест кавказький) — нагрудний знак, для носіння на лівому боці грудей усіма особами, які «служили колись у лавах хороброї Кавказької армії і брали участь у військових діях проти непокірних горців Кавказу», заснований 12 липня 1864 року.
Кавказький хрест носився без стрічки і зведенням військових постанов віднесений до розряду медалей, якими відзначаються особи за участь у війнах.

## Історія
Знак представляє чотирикінцевий хрест із розширеними кінцями, подібний до Кульмського, в центрі якого знаходиться круглий щит із зображенням державного герба Російської імперії (двоголового орла). Щит перетинають два схрещені руків'ями вниз меча. На кінцях хреста зроблено написи: на лівому — «ЗА СЛУЖБУ», на правому, як продовження напису, — «НА КАВОКАЗІ». На верхньому кінці хреста вміщено вензель імператора Олександра II, на нижньому вказана дата — «1864», що означає рік завершення бойових дій на Кавказі. Зворотний бік хреста містить гладку поверхню, на якій є лише шпилька для кріплення до одягу.
Усього було викарбувано чотири різновиди хреста «За службу на Кавказі», три з яких (золотий, срібний та зі світлої бронзи) — однакового розміру (48х48 мм), а четвертий різновид — зменшений хрест із світлої бронзи (34х34 мм). Відрізняються всі чотири хрести один від одного лише якістю виконання. Наприклад, золотий та срібний хрести виготовлені з накладними мечами, розеткою та написами, на зворотному боці яких є штифти для кріплення до одягу. А бронзовий хрест карбувався з цільної заготовки і на звороті мав просту шпильку.
Хрестами «За службу на Кавказі», яких носили на лівій стороні грудей, нижче за всі ордени, нагороджувалися всі чини Російської армії ЗС Росії, які брали активну участь у війні з горцями з 1859 по 1864 роки. Нагородження тим чи іншим видом хреста проводилося залежно від чину та заслуг перед країною.
Срібним, з чорню та позолотою, хрестом нагороджувалися офіцери (офіцерський знак).
Бронзовим, з чернью, хрестом (солдатський знак) нагороджувалися всі нижні військові чини (зокрема і кавказької міліції) і численні волонтери, що брали участь у різних сутичках і боях, навіть державні чиновники, священики і медики, які виконували свої функціональні обов'язки бойові операції.
Згодом форма хреста «За службу на Кавказі» перекочувала в полкові знаки кількох військових підрозділів царської армії, які свого часу відзначилися у битвах з горцями на Кавказі, і їх фоном, а деяких випадках навіть складовою накладних елементів. Кавказький хрест зображувався в гербі Кубанської області. Також за зразком та подобою хреста «За службу на Кавказі» було створено пам'ятний Хрест «За Порт-Артур».

## Зображення

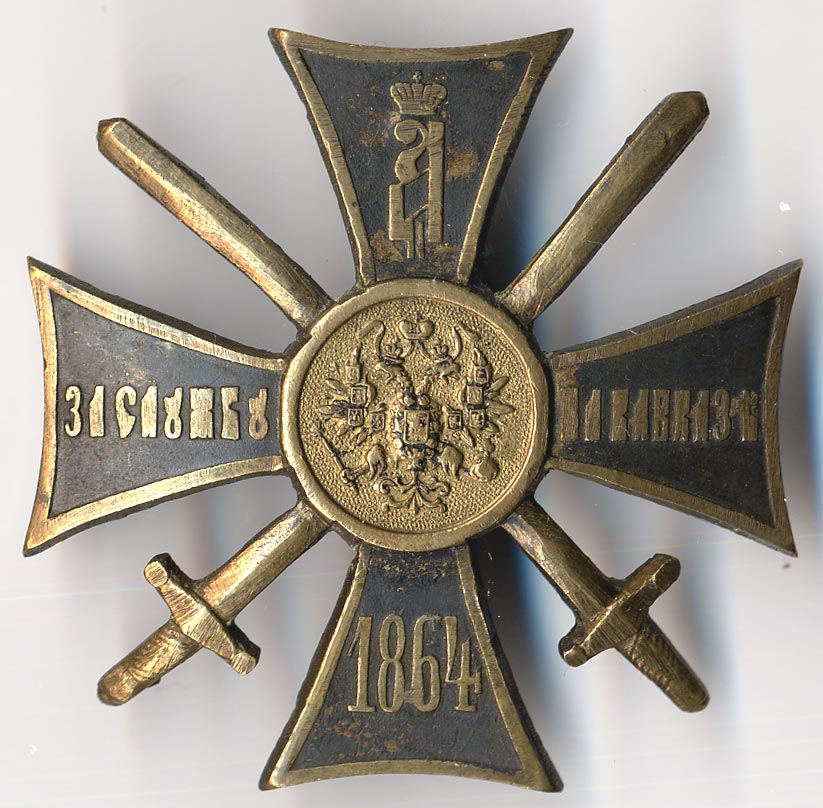
Кавказький хрест бронзовий, з чорним (Солдатський знак).